# 小笠原長丕
小笠原 長丕（おがさわら ながまさ、明治24年（1891年）3月15日 - 昭和43年（1968年）4月7日）は、日本の華族。子爵。旧安志藩忠脩系小笠原家第13代当主。旧小倉藩小笠原家当主小笠原忠忱の二男。
兄に小笠原長幹、弟に小笠原豊、妹に津軽英麿夫人、百子（尚昌夫人）。養子に小笠原忠幸。

## 経歴
明治38年（1905年）、安志小笠原家12代の子爵小笠原貞孚が後嗣なく没したため、貞孚の甥にあたる長丕が養子として跡を継いだ。明治44年（1911年）3月、学習院中等科を卒業。その後、早稲田大学専門部に進学、卒業。東京府立第一中学校、法政大学商業学校などの講師となる。昭和5年（1930年）に隠居し、養子忠幸（兄小笠原長幹の子）に家督を譲った。

## 著書
- 『蘭印事情』 羽田書店